# Сан-Мигел-ду-Фидалгу
Сан-Мигел-ду-Фидалгу (порт. São Miguel do Fidalgo) — муниципалитет в Бразилии, входит в штат Пиауи. Составная часть мезорегиона Юго-запад штата Пиауи. Входит в экономико-статистический микрорегион Флориану. Население составляет 2976 человек на 2010 год. Занимает площадь 813,444 км². Плотность населения — 3,66 чел./км².

## Демография
Согласно сведениям, собранным в ходе переписи 2010 г. Национальным институтом географии и статистики (IBGE), население муниципалитета составляет:
| Полное население                               | Полное население                               | Полное население                               | Полное население                               | 2976  |
| ---------------------------------------------- | ---------------------------------------------- | ---------------------------------------------- | ---------------------------------------------- | ----- |
| в том числе:                                   | Городское население                            | 1085                                           | Процент городского населения, %                | 36,46 |
|                                                | Сельское население                             | 1891                                           | Процент сельского населения, %                 | 63,54 |
|                                                | Мужское население                              | 1546                                           | Процент мужского населения, %                  | 51,95 |
|                                                | Женское население                              | 1430                                           | Процент женского населения, %                  | 48,05 |
| Плотность населения, чел/км²                   | Плотность населения, чел/км²                   | Плотность населения, чел/км²                   | Плотность населения, чел/км²                   | 3,66  |
| Население муниципалитета в % к населению штата | Население муниципалитета в % к населению штата | Население муниципалитета в % к населению штата | Население муниципалитета в % к населению штата | 0,10  |

По данным оценки 2016 года, население муниципалитета составляет 2993 жителя.

## Статистика
- Валовой внутренний продукт на 2003 год составляет 4 757 189,00 реалов (данные: Бразильский институт географии и статистики).
- Валовой внутренний продукт на душу населения на 2003 год составляет 1626,39 реалов (данные: Бразильский институт географии и статистики).
- Индекс развития человеческого потенциала на 2000 год составляет 0,566 (данные: Программа развития ООН).